# Catalina de Berain

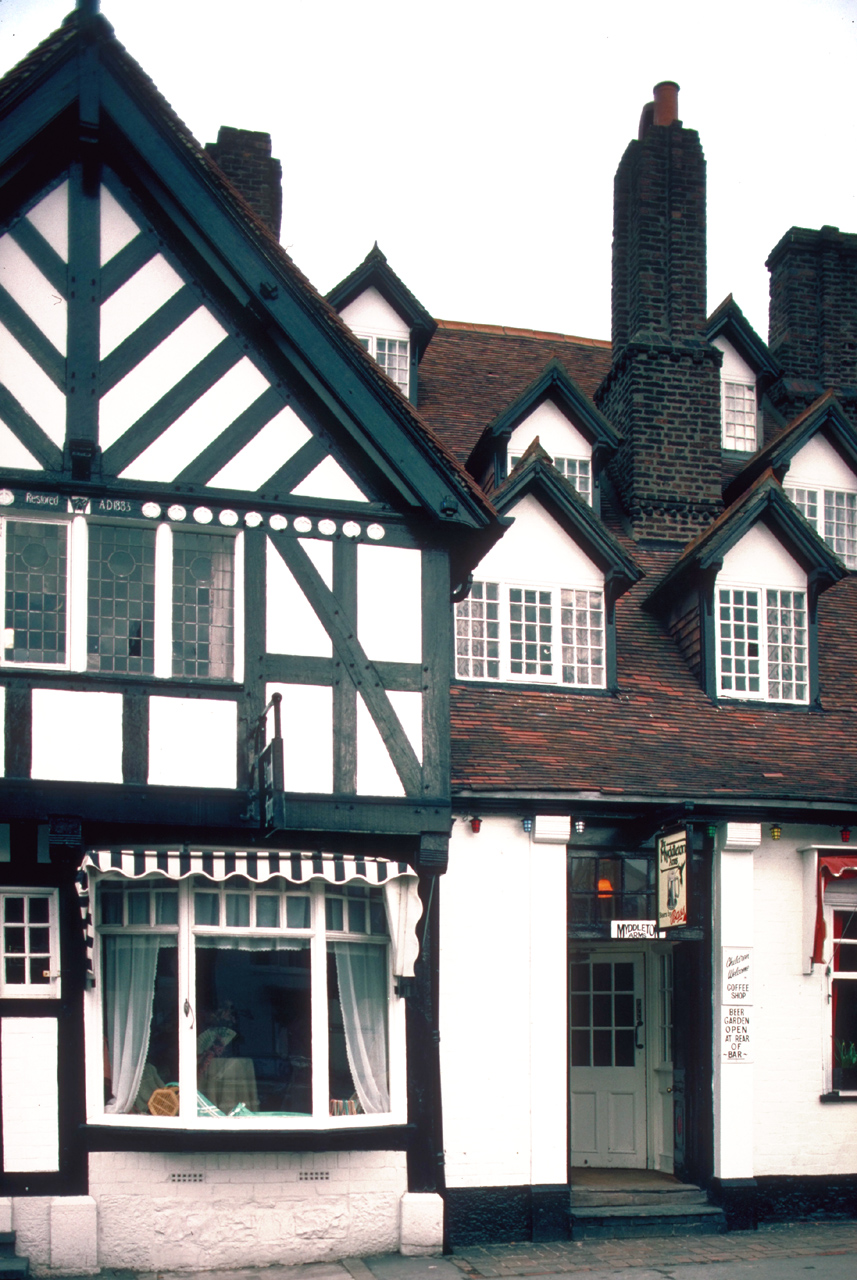
Ruthin Myddelton Arms fue construida en el por Richard Clough, siguiendo el estilo holandés que había aprendido en Amberes.

Pintura al óleo de Catalina de Berain en el Castillo de Chirk (Castell y Waun), norte de Gales.

Catalina de Berain (en galés: Catrin o Ferain; en inglés: Katheryn of Berain) (1535 - 27 de agosto de 1591), también conocida como Catalina Tudor o Mam Cymru ("madre de Gales") fue una noble galesa del siglo XVI, conocida por sus cuatro matrimonios y su extensa red de descendientes y relaciones.

## Biografía
Se la conoció también por el nombre de Catalina Tudor, al ser hija de Tudor ap Robert Vychan y de su esposa Jane Velville. Se cree que su abuelo materno Sir Roland de Velville (1474 - 25 de junio de 1535) era hijo natural de  Enrique VII de Inglaterra y de una dama bretona. Catalina habría sido tutora de la futura reina Isabel I de Inglaterra y heredera de las fincas de Berain y Penymynydd en Denbighshire y Anglesey.

### John Salusbury
A los 22 años contrajo matrimonio con el esquire John Salusbury, hijo de Sir John Salusbury de Llewenni (f. 1578), miembro de la familia aristócrata Salusbury de Lleweni, en Denbighshire. Según John Ballinger, este fue probablemente un "matrimonio infantil". El joven Salusbury habría escrito una carta mientras estudiaba en Westminster School en la que menciona a su esposa. Falleció a finales de mayo o comienzos de junio de 1566. La pareja estuvo casada por nueve años y tuvo dos hijos:
- Thomas Salusbury[3] (c. 1564 - 20 de septiembre de 1586). Fue acusado de traición por su presunta participación en la conspiración de Babington y ejecutado meses más tarde. Estuvo casado con su hermanastra Margaret Wynn (hija del tercer marido de Catalina, Maurice Wynn). Su hija Margaret acabaría por heredar Berain.
- John Salusbury (c. 1565/66 - 1612)[3] contrajo matrimonio con Úrsula Stanley, hija ilegítima de Henry Stanley, IV conde Derby, y de Jane Halsall. Uno de sus dos hijos supervivientes fue Sir Henry Salusbury, el primer baronet de la casa de Lleweni (1619). Henry fue el padre de Anne Salusbury, la esposa de Arthur Stanhope y antepasada de los condes de Chesterfield. El poema de Shakespeare El fénix y la tortuga se publicó en una colección titulada Love's Martyr (El mártir del amor, 1601), dedicada al segundo hijo de Catalina, John Salusbury, quien recibió el rango de caballero de la mano de la reina Isabel I en 1601.

### Sir Richard Clough
Tras la muerte de su esposo, Catalina volvió a contraer matrimonio con Sir Richard Clough, un rico mercader londinense que fundó el Royal Exchange de Londres junto a su socio Sir Thomas Gresham. Clough había vivido en Amberes y, tras su regreso a Denbighshire en 1567, construyó dos casas, Bach-y-graig y Plas Clough. Las casas se construyeron siguiendo el estilo de Amberes y con la colaboración de artesanos flamencos. Fueron las primeras casas de ladrillo de Gales. Cuando Clough falleció, su hijo Richard heredó Plas Clough.
Catalina tuvo dos hijas con Clough:
- Anne  Clough (n. 1568), se casó con Roger Salusbury,[3] hermano de John Salusbury y tío paterno de sus hermanos mayores. Su único hijo fue John Salisbury. Anne heredó Bach-y-graig.[5]
- Mary Clough (n. 1569). Se casó con William Wynn, un pariente de Maurice Wynn.

El matrimonio vivió durante una temporada en Amberes, donde se pintó el retrato de Catalina, cuyo autor se desconoce. Según declaraciones del Museo Nacional de Gales, podría haber sido Adriaen van Cronenburch o bien Lucas de Heere. Clough falleció en Hamburgo a los cuarenta años. Es posible que hubiera sido envenenado por su trabajo como espía para la reina Isabel I. Catalina y Richard Clough estuvieron casados por seis años.

### Maurice Wynn
Catalina se casó en terceras nupcias con Maurice Wynn de Gwydir, sheriff de Caernarvonshire. Wynn le dejó una enorme fortuna a su esposa tras su muerte. El matrimonio tuvo dos hijos:
- Henry Wynn, quien contrajo matrimonio con Blanche Vaughan.
- Jane Wynn, que se casó con Simon Thelwall.

### Edward Thelwall
El cuarto y último marido de Catalina de Berain fue Edward Thelwall de Plas-y-Ward, que le sobrevivió.
El poeta galés Robert Parry escribió una elegía con motivo del fallecimiento de Catalina. Hester Thrale y el explorador del siglo XVIII John Salusbury son algunos de sus muchos descendientes.